# Sierra Cucapá
Sierra Cucapá är en bergskedja i Mexiko.   Den ligger i delstaten Baja California, i den nordvästra delen av landet, 2 200 km nordväst om huvudstaden Mexico City.
Sierra Cucapá sträcker sig 31 kilometer i sydostlig-nordvästlig riktning.
Topografiskt ingår följande toppar i Sierra Cucap´´a:
- Cerro Dos Picos
- Cerro La Palma
- Cerro Nuevo
- Cerro Peso
- Puerta